# Instituto de Previsión Social (Chile)
El Instituto de Previsión Social (IPS), anteriormente llamado Instituto de Normalización Previsional (INP), es un servicio público chileno, creado en 2008 a partir del artículo 53 de la ley n.º 20.255, de reforma al sistema previsional, descentralizado, y con personalidad jurídica y patrimonio propio. Está encargado de las pensiones y beneficios sociales de los trabajadores y jubilados que no están afiliados o que no cotizan en las administradoras de fondos de pensiones (AFP) y las obligaciones previsionales asumidas por el Estado. El organismo desarrolla sus funciones bajo la dependencia del presidente de la República, a través del Ministerio del Trabajo y Previsión Social, por intermedio de la Subsecretaría de Previsión Social. Desde julio de 2024, su director nacional es Juan José Cárcamo Hemmelmann.
Este servicio tiene por objetivo la administración del sistema de pensiones solidarias y de los regímenes previsionales administrados anteriormente por el INP, y constituye un servicio público regido por el Sistema de Alta Dirección Pública (SADP), establecido en la ley n.º 19.882 El sistema de imposición del IPS está basado en un sistema de reparto, a diferencia de las AFP que son de sistema de capitalización individual, de ahorro por cuenta personal. Por tanto el organismo atiende a los pensionados y cotizantes de las antiguas cajas de previsión. Además, está encargado de pagar las pensiones de gracia, la pensión mínima, y todas aquellas que señalen las leyes.

## Historia
El Instituto de Normalización Previsional (INP) fue creado durante la dictadura militar del general Augusto Pinochet, por el decreto ley n.º 3502 del 18 de noviembre de 1980. Entre sus funciones se encontraba administrar las antiguas cajas de pensión y la ley n.º 16.744 de «accidentes del trabajo y enfermedades profesionales».  Con la creación del INP, las cajas previsionales públicas y privadas que fueron fusionadas al organismo son las siguientes:
- Servicio de Seguro Social (SSS)
- Caja Nacional de Empleados Públicos y Periodistas (Canempu)
- Caja de Previsión de Empleados Particulares (Empart)
- Caja Bancaria de Pensiones
- Sección de Previsión del Banco Central de Chile
- Caja de Previsión y Estímulo del Banco de Chile
- Caja de Retiros y Previsión Social de los Ferrocarriles del Estado (Cajaferro)
- Caja de Previsión Social de los Empleados Municipales de Valparaíso (Camuval)
- Caja de Previsión y Estímulo de los Empleados del Banco del Estado de Chile (Caprebech)
- Caja de Previsión de la Marina Mercante Nacional (Sección Oficiales y Empleados y Sección Tripulantes de Naves y Operarios Marítimos) (Capremer)
- Caja de Previsión de los Empleados Municipales de Santiago (Capremusa)
- Caja de Previsión Social de los Obreros Municipales de la República (Capresomu)
- Caja de Previsión de los Empleados y Obreros de la Empresa Metropolitana de Obras Sanitarias (Departamentos de Empleados y Departamento Obreros)
- Sección de Previsión Social de los Empleados de la Compañía de Consumidores de Gas de Santiago
- Caja de Previsión Gildemeister
- Caja de Previsión Social de la Hípica Nacional
- Caja de Previsión de los Empleados de Mauricio Hotschild
- Caja de Previsión para Empleados del Salitre
- Departamento de Indemnización para Obreros Molineros y Panificadores

Tras casi tres décadas de funcionamiento, bajo el primer gobierno de Michelle Bachelet, y mediante la ley n.º 
20.255, del 17 de marzo de 2008, se cambió el nombre al organismo, pasando a denominarse «Instituto de Previsión Social» (IPS) y se le encomienda como única función administrar la ley n.º 16.744. Por otra parte el decreto con fuerza de ley n.º 4 de 2009, del Ministerio del Trabajo y Previsión Social, fijó la planta del IPS.
En agosto de 2011 el organismo recibió el «Premio Anual por Excelencia Institucional», otorgado por la Dirección Nacional del Servicio Civil.

## Misión y visión
La misión del IPS, es entregar beneficios y servicios previsionales y sociales, a través de su red de atención ChileAtiende, promoviendo la excelencia en su gestión y acercando de manera inclusiva el Estado a las personas, considerando a sus funcionarios y funcionarias como el principal capital de la institución.
Asimismo, como visión el organismo tiene ser el «referente nacional en atención integral y de excelencia, con calidad y calidez, acercando la seguridad social y garantizando el acceso universal de sus beneficios a las personas, en un ambiente de trato digno».

## Objetivos estratégicos
Los objetivos estratégicos del IPS son los siguientes:
- Atender a las personas con un servicio cada vez más amable, eficiente y expedito a través de su red de atención ChileAtiende, consolidando la inclusión e incorporando la transformación digital y la cocreación de soluciones con las personas usuarias.
- Mejorar en eficiencia, oportunidad y calidad, los sistemas de concesión, pago, mantención, suspensión y extinción de las prestaciones a cargo de este Instituto, con énfasis en los que soportan el «Pilar Solidario», incorporando el uso de tecnología que fomente la transformación digital.
- Optimizar el proceso de recaudación, de manera de distribuir oportuna y correctamente las cotizaciones previsionales que el Instituto debe cobrar, así como constituir las deudas de cotizaciones de seguridad social para efectuar, adecuadamente, la cobranza y recuperación de obligaciones previsionales impagas.
- Perfeccionar el servicio de pago de las prestaciones sociales ordenadas por ley o encomendadas a este Instituto por convenios de colaboración, integrando tecnologías con otras instituciones a fin de garantizar la calidad, oportunidad y cobertura en su entrega a las personas.

## Organización
El organigrama del Instituto de Previsión Social es el siguiente:
Dirección Nacional
Gabinete
- Departamento de Contraloría Interna
  - Subdepartamento de Control Preventivo
  - Unidad de Control de Registros Auxiliares Institucionales
- Departamento de Auditoría Interna
- Departamento de Comunicaciones
  - Unidad de Marketing de Servicios y Comunicación Digital
  - Unidad de Presupuesto y Apoyo Administrativo
  - Subdepartamento de Comunicaciones Externas
  - Subdepartamento de Comunicaciones Internas
  - Subdepartamento de Relaciones Institucionales
    - Unidad de Participación Ciudadana
- División de Planificación y Desarrollo
  - Departamento de Gestión Estratégica y Estudios
    - Subdepartamento de Gestión Estratégica Institucional
    - Subdepartamento de Estadísticas, Estudios y Equidad de Género
    - Subdepartamento de Gestión de la Innovación

  - Departamento de Compromisos Institucionales
    - Subdepartamento de Gestión de Convenios y Procedimientos
    - Subdepartamento de Gestión de Indicadores Institucionales
- División Jurídica
  - Unidad de Control de Gestión
  - Unidad de Gestión de Transparencia Pasiva
  - Departamento de Control Jurídico
    - Unidad de Gestión de Resoluciones

  - Departamento de Beneficios de Seguridad Social
  - Departamento de Derechos y Obligaciones Funcionarias
  - Departamento Judicial
    - Unidad Litigios
    - Unidad Cobranza Judicial de Cotizaciones Previsionales
    - Unidad de Gestión Judicial

  - Departamento de Emisión, Inconbrabilidad y Castigo Contable
    - Unidad de Staff Apoyo a Operación y Gestión
    - Unidad de Asignación y Gestión Operativa
    - Unidad de Devoluciones y Castigo Contable
- División Beneficios
  - Unidad Administración
  - Departamento de Gestión de Recaudación y Deudas
    - Unidad Recaudación
    - Subdepartamento de Recaudación
      - Unidad Depuración de Planillas
      - Unidad Saldo a Favor de Empleador

    - Subdepartamento de Mantención de Deudas

  - Departamento de Apoyo Legal
    - Unidad Análisis Normativo
    - Unidad Gestión de Escalamiento
    - Unidad Soporte Administrativo

  - Departamento Gestión de Información Previsional
    - Unidad Soporte de Operaciones
    - Subdepartamento de Mantención de Informes
      - Unidad Control de Calidad y Capacitación
      - Unidad Recepción, Distribución y Despacho de Expedientes
      - Unidad Informes para Certificados
      - Unidad Informes para Beneficios

    - Subdepartamento de Bonos de Reconocimiento y Desafiliación
      - Unidad Ingresó y Custodia
      - Unidad Emisión y Reclamos de Bono de Reconocimiento
      - Unidad Liquidación y Visación de Bono de Reconocimiento
      - Unidad de Control Interno
      - Unidad de Desafiliaciones

  - Departamento de Gestión de Pagos
    - Unidad de Análisis y Mejoramiento de la Gestión
    - Subdepartamento de Actualización de Pagos
      - Unidad de Revisión de Beneficios
      - Unidad de Retención Judicial
      - Unidad de Descuentos
      - Unidad de Control de Beneficios
      - Unidad de Liquidación y Pagos a Terceros

    - Subdepartamento de Procesos y Emisión de Pagos
      - Unidad de Control de Calidad de Emisiones de Pago
      - Unidad de Control de Procesos y Emisiones
      - Unidad de Soporte y Mantención de los Sistemas de Pago

    - Subdepartamento de Control de Operaciones
      - Unidad Control de Pagos

  - Departamento de Gestión de Beneficios
    - Subdepartamento de Operaciones de Reparto
      - Unidad de Ingreso y Apertura
      - Unidad de Análisis y Cálculo
      - Unidad de Análisis, Cálculo y Pago
      - Unidad de Liquidación y Pagos a Terceros
      - Unidad de Convenios Internacionales

    - Subdepartamento de Operaciones no Previsionales
      - Unidad de Subsidios
      - Unidad de Bonificación de Salud y Procesos Masivos

    - Subdepartamento de Leyes Reparatorias
      - Unidad de Leyes Reparatorias
      - Unidad de Exonerados

    - Subdepartamento de Operaciones de Reforma
      - Unidad de Concesión del Sistema de Pensiones Solidarias y Bono por Hijo
      - Unidad de Administración de Beneficios del Sistema de Pensiones Solidarias
      - Unidad de Procesos Masivos de Operaciones de Reforma

    - Subdepartamento de Asignación Familiar
      - Unidad de Mantención de Asignación Familiar
      - Unidad de Control de Pago de Empleadores
      - Unidad de Aporte Familiar
      - Unidad de Procesos Masivos de Asignación Familiar
      - Unidad de Concesiones

Subdirección Nacional
- Subdirección de Servicios al Cliente
  - Unidad de Coordinación de Gestión
  - Departamento de Desarrollo y Control
    - Subdepartamento de Análisis y Visualización de Datos
    - Subdepartamento de Estudios y Calidad de Atención
    - Subdepartamento de Compromisos Institucionales y Control de Gestión

  - Departamento de Productos y Formación
    - Subdepartamento de Productos
    - Subdepartamento de Formación y Contenido

  - Departamento de Tecnologías de la Información y Comunicaciones
    - Unidad de Gestión Administrativa de las TIC
    - Subdepartamento de Proyectos de Negocio
    - Subdepartamento de Mesa de Ayuda
    - Subdepartamento de Operaciones
      - Unidad de Telecomunicaciones
      - Unidad de Infraestructura
      - Unidad de Ciberseguridad
- División de Canales de Atención a Clientes
  - Unidad de Apoyo a la Gestión Omnicanal
    - Departamento de Canales Presenciales de Atención
      - Unidad de Programación y Monitoreo
      - Subdepartamento de Gestión de Canales Externos y Pago
      - Subdepartamento de Gestión y Coordinación Zonal

    - Departamento de Canales Digitales de Autoatención
      - Subdepartamento de Diseño y Adopción de Servicios Digitales
      - Subdepartamento de Contenidos y Comunidades Digitales

    - Departamento de Canales Remotos de Atención
      - Subdepartamento de Callcenter
      - Subdepartamento de Soporte a Canales de Atención y Gestión de Casos Complejos
      - Subdepartamento de Sucursal Virtual
      - Subdepartamento de Redes Sociales y Formulario Web
- Subdirección de Sistemas de Información y Administración
  - División de Informática

## Directores nacionales

### Directores nacionales del  Instituto de Normalización Previsional (1980-2008)
| Titular                    | Partido | Inicio                  | Final               | Presidente              |
| -------------------------- | ------- | ----------------------- | ------------------- | ----------------------- |
|                            | Ind.    | 18 de noviembre de 1980 | 11 de marzo de 1990 | Augusto Pinochet Ugarte |
| Marcos Lima Aravena        | PDC     | 11 de marzo de 1990     | 11 de marzo de 1994 | Patricio Aylwin Azócar  |
| Jorge Norambuena Hernández | PDC     | 11 de marzo de 1994     | 11 de marzo de 2000 | Eduardo Frei Ruiz-Tagle |
| Adriana Vásquez Cousin     | PS      | 11 de marzo de 2000     | abril de 2006       | Ricardo Lagos Escobar   |
| Rafael del Campo Mullins   | PS      | abril de 2006           | 17 de marzo de 2008 | Michelle Bachelet Jeria |

### Directores nacionales del Instituto de Previsión Social (desde 2008)
| Titular                      | Partido | Inicio                  | Final                | Presidente                 |
| ---------------------------- | ------- | ----------------------- | -------------------- | -------------------------- |
| Rafael del Campo Mullins     | PS      | 17 de marzo de 2008     | 16 de marzo de 2009  | Michelle Bachelet Jeria    |
| Labibe Yuhma Varas           | PDC     | 3 de junio de 2009      | 11 de marzo de 2010  | Michelle Bachelet Jeria    |
| Labibe Yuhma Varas           | PDC     | 11 de marzo de 2010     | 1 de agosto de 2010  | Sebastián Piñera Echenique |
| Juan Bennett Urrutia (s)     | Ind.    | 16 de agosto de 2010    | 26 de agosto de 2011 | Sebastián Piñera Echenique |
| Fernando Betteley Shaw       | Ind.    | 26 de diciembre de 2011 | diciembre de 2012    | Sebastián Piñera Echenique |
| Eugenio Silva Ramos          | Ind.    | diciembre de 2012       | 11 de marzo de 2014  | Sebastián Piñera Echenique |
| Patricio Coronado Rojo       | PS      | 18 de marzo de 2014     | 11 de marzo de 2018  | Michelle Bachelet Jeria    |
| Patricio Coronado Rojo       | PS      | 11 de marzo de 2018     | 11 de marzo de 2022  | Sebastián Piñera Echenique |
| Patricio Coronado Rojo       | PS      | 11 de marzo de 2022     | 9 de julio de 2024   | Gabriel Boric Font         |
| Juan José Cárcamo Hemmelmann | PPD     | 9 de julio de 2024      | En el cargo          | Gabriel Boric Font         |